# Kaasiku (Lääne-Nigula)
Koordinaten: 58° 56′ N, 23° 54′ O
Kaasiku (deutsch Kasiko) ist ein Dorf (estnisch küla) in der Landgemeinde Lääne-Nigula (bis 2017: Landgemeinde Martna) im Kreis Lääne in Estland.

## Einwohnerschaft und Lage
Der Ort hat 33 Einwohner (Stand 31. Dezember 2011). Er liegt 21 Kilometer südöstlich der Landkreishauptstadt Haapsalu.